# تخلق النسيج العصبي عند البالغين

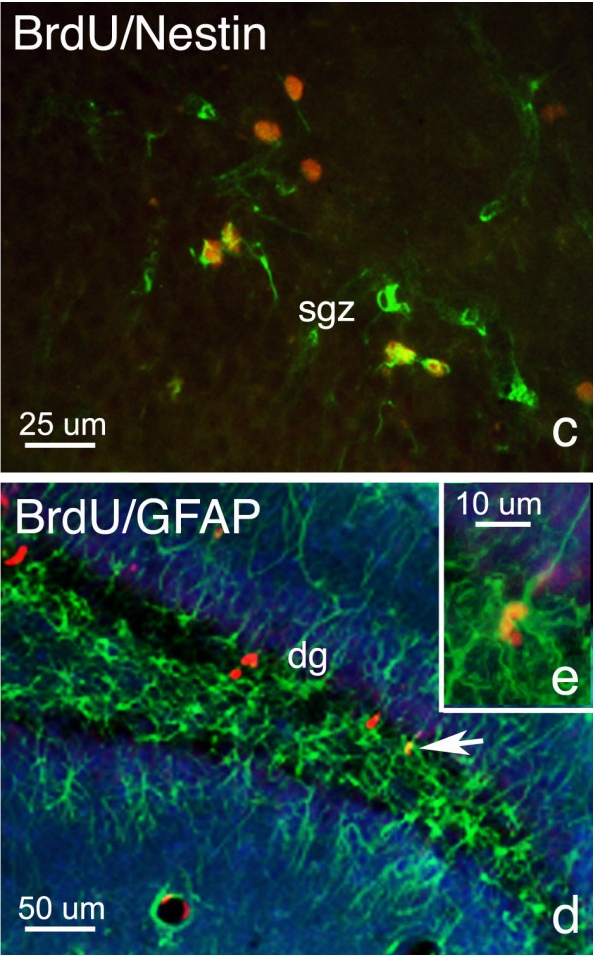

تخلق النسيج العصبي عند البالغين هو عملية تشكل العصبونات بدءًا من خلايا جذعية عصبية عند البالغ. هذه العملية مختلفة عن عمليات تخلق النسيج العصبي خلال التطور الجنيني.
في معظم الثدييات، تنشأ العصبونات الجديدة خلال البلوغ في مناطق مختلفة من الدماغ:
- المنطقة جزئية التحبب (إس جي زِدْ)، جزء من التلفيف المسنن للحصين، حيث تُولد الخلايا الجذعية العصبية خلايا حبيبية (متخصصة بتكوين الذاكرة والتعلم).[2][3]
- المنطقة تحت البطينية (إس ڤي زِدْ) من البطين الجانبي، تقسم لثلاثة أقسام (وحشية وظهرية وأنسية).[4] تهاجر الخلايا الجذعية العصبية إلى البصلة الشمية من خلال المجرى المنقاري الهاجر، حيث تتمايز لتصبح عصبونات بينية تشارك في حس الشم. عند البشر، يتشكل القليل من عصبونات البصلة الشمية -إن تشكلت- بعد الولادة.[5][6]

أعطى أنتونيو دافالوس لتخلق النسيج العصبي في التلفيف المسنن أهمية أكبر من التخلق العصبي في الجسم المخطط. عند القوارض، يموت العديد من عصبونات التلفيف المسنن عند الولدان خلال وقت قصير بعد الولادة، لكن البعض منها يصبح فعالًا ويندمج بالنسيج المحيط بالدماغ. كمية العصبونات التي تنشأ في الحصين البشري خلافية؛ بعض الدراسات تشير لتشكل نحو 700 عصبون جديد عند الإنسان البالغ وتضاف إلى الحصين كل يوم، بينما تشير بعض الدراسات الأخرى لعدم وجود تخلق نسيج عصبي في حصين الإنسان البالغ، أو، إن كانت تحدث، فهي تحدث بمستويات غير متوقعة. ما زالت آلية عمل العصبونات الجديدة غير واضحة. تلعب عملية تخلق النسيج العصبي عند البالغين دورًا في التعلم والذاكرة، والعواطف، والتوتر، والاكتئاب، والاستجابة للأذية، وحالات أخرى.

## الآلية

### الخلايا الجذعية العصبية عند البالغين
الخلايا الجذعية العصبية هي خلايا متجددة ذاتيًا ومتعددة التمايز، إذ يمكنها توليد الأنماط الظاهرية الأساسية للجهاز العصبي.

### سلالة إعادة البرمجة (التمايز المتنقل)
تقترح الدلائل الحديثة أن خلايا المحيط الوعائية العصبية الدقيقة، وفق إرشادات من الخلايا الدبقية، تُعاد برمجتها لتصبح عصبونات بينية وتغني تعصيب دوران الأوعية الدقيقة. تتوسع هذه الاستجابة بتخلق وعائي مرافق.

## نماذج حية من التخلق العصبي

### المستورقات
المستورقات هي من أقدم الكائنات الحية المستخدمة لدراسة التجدد مع بالاس، الذي يعتبر من أوائل من قاموا بدراسات على المستورقات. المستورقات هي كائنات لافقارية نموذجية استُخدمت مؤخرًا لاختبار عملية تخلق النسيج العصبي. الجهاز العصبي الأساسي للمستورقات بسيط، على الرغم من تشكله من فصين يقعان في الرأس وحبلين عصبيين بطنيين. يتكاثر هذا النموذج لاجنسيًا منتجًا جهازًا عصبيًا كاملًا وفعالًا بعد الانقسام، ما يسمح باستمرار اختبار تخلق النسيج العصبي.

### عفريت الماء
تُستخدم عفاريت الماء بشكل أقل من الفقاريات الأخرى، لكنها ما تزال نموذج لاختبار التجدد والتخلق العصبي. على الرغم من أنها قد حصلت على مكانتها في البحث الطبي الحيوي بسبب تجدد أطرافها، أظهر نموذجها قابلية لتشكل عصبونات جديدة بعد الأذية. قدمت عفاريت الماء جسرًا حيويًا بين اللافقاريات والثدييات، كون جنسها يمتلك قابلية تجدد تشمل عملية تخلق عصبي كامل مشكلةً نطاقًا واسعًا من الجمهرة العصبية غير المحددة بمكانة صغيرة، ناهيك عن الصعوبة والتصميم المعقد والمتماثل بعدة طرق في تطور الجهاز العصبي البشري.

### دانيو المخطط (السمك المخطط)
لطالما كان دانيو المخطط نموذجًا تطوريًا بسبب شفافية تجدد الأعضاء واستخدامها بشكل كبير في بدايات تطور التخلق العصبي. يظهر دانيو المخطط قابلية قوية للتجدد العصبي قادرة على تجديد عدد متنوع من النسج وإكمال عملية تمايزها العصبية (ما عدا الخلايا النجمية، كونها لم تشاهد في دماغ دانيو المخطط بعد) استكمالًا لعملية التخلق العصبي خلال دورة الحياة. ترسخ دور هذا النموذج في العقود الأخيرة لقدرته على التجدد والتخلق العصبي عند البالغين بعد الأذية. ساهم دانيو المخطط، مثل عفاريت الماء، بدور أساسي بأن يكون جسرًا بين اللافقاريات والثدييات. ينمو دانييو المخطط بسرعة، وهو غير مكلف نسبيًا للمحافظة عليه، في حين يوفر سهولة بالتلاعب الجيني والنظام العصبي المعقد.

### الدجاج
على الرغم من استخدام الطيور في دراسة مراحل التطور الجنينية الأولى، لعبت الدجاجة المتطورة في العقود الأخيرة دورًا جوهريًا في اختبار التخلق العصبي والتجدد، إذ كانت الدجاجة اليافعة قادرة على التغيير العصبي في عمر مبكر، لكنها تخسر القدرة على التجديد العصبي في وقت البلوغ. سمح خسارة القدرة على التجديد العصبي خلال النضوج للمختبرين بأن يختبروا منظمات جينية لعمليات التخلق العصبي.

### القارض
كانت القوارض، الفئران والجرذان، العنصر والنموذج الأبرز منذ اكتشاف العصبونات الحديثة من قبل سانتياغو رامون واي كاجال. تمتلك القوارض تصميمًا وجهازًا عصبيًا معقدًا وقابلية تجدد ضئيلة مشابهة لتلك عند البشر. لذلك السبب، استخدمت بشكل كبير في الاختبارات ما قبل السريرية. تظهر القوارض نطاقًا واسعًا من الدارات العصبية المسؤولة عن التصرفات المعقدة، ما يجعلها مثالية لدراسة تشذيب التغصنات وجزّ المحاوير. بينما تصنع العضوية تماثلات بشرية قوية، يمتلك هذا النموذج محددات لا توجد في النماذج السابقة: تكلفة حفاظ أعلى، وأعداد تكاثر أقل، ومحدودية إمكانيات التجدد العصبي.

## التاريخ
اعتبر أوائل علماء تشريح الأعصاب، بمن فيهم سانتياغو رامون واي كاجال، الجهاز العصبي ثابتًا وغير قابل للتجديد. قدم جوزيف ألتمان أول إثبات على تخلق نسيج عصبي في الثدييات البالغة في قشرة المخ في عام 1962، مترافقًا مع إثبات على التخلق النسيجي العصبي عند البالغين في التلفيف المسنن للحصين في عام 1963. اكتشف جوزيف ألتمان المجرى المنقاري الهاجر وأطلق هذه التسمية عليه في عام 1969، معتبرًا إياه كمصدر لتولد خلايا حبيبية عصبية بالغة في البصلة الشمية. حتى الثمانينيات، تجاهل المجتمع العلمي هذه الموجودات على الرغم من الإثباتات وطرقها المباشرة في تجدد الخلايا، على سبيل المثال، الإشعاع الذاتي بـ3 إتش ثيميدين. خلال ذلك الوقت، أظهرت شيرلي باير (وميشيل كابلان) مجددًا وجود التخلق العصبي عند الثدييات (الجرذان)، وأظهر نوتبوم الظاهرة ذاتها عند الطيور، ما جدد الاهتمام بالموضوع. بدأت الدراسات على البالغين في التسعينيات تساهم بنشر الأمر للإعلام.